# Велин Алайков
Велин Георгиев Алайков с псевдоним Авакум е български революционер, деец на Вътрешната македоно-одринска революционна организация и Вътрешната македонска революционна организация.

## Биография
Алайков е роден в 1882 година в кюстендилското село Богослов. Учи в родното си село, а по-късно в железарското училище в Самоков, където участва в тайния революционен кръжок „Трайко Китанчев“, под ръководството на Никола Дечев. Преди да завърши училището през пролетта на 1900 година Алайков влиза в гевгелийската чета на Аргир Манасиев. През 1902 година Алайков е четник в Кратовско при Димче Берберчето, а през 1904-1905 е в Кочанско с четата на Кръстьо Българията.
В края на 1906 година Алайков се връща в България и постъпва в Българската армия. Завършва подофицерската школа в София и е произведен в чин старши подофицер. Участва във войните за национално обединение през 1912 – 1918 година и е награден с два ордена „За храброст“.
След Първата световна война се заселва в Кюстендил и се включва в дейността на възстановената от Тодор Александров ВМРО, като става пунктов началник на организацията в Кюстендил, отговарящ за въоръжаването, снабдяването и изпращането на четите за Вардарска Македония.
В 1921 година Алайков е избран на председател на Съюза на запасните подофицери в Кюстендил. Алайков участва в преговорите между ВМРО и враждебното ѝ земеделско правителство на Александър Стамболийски, но в хода на преговорите е убит от дееца на федералистката организация Григор Циклев. В резултат на убийството на Алайков ВМРО извършва така наречената Кюстендилска акция на ВМРО.